# 坂家宝剣
坂家宝剣（ばんけのほうけん）は、日本の天皇に相伝される朝廷守護の宝剣。鎮国剣（ちんこくのけん）とも。『古事談』などの説話集では坂上宝剣（さかのうえのたからのつるぎ）と記されている。文献によっては田村麻呂将軍の剣、敦実親王の剣などとも記されている。
日記である『公衡公記』では剣の図を描き刀身の両面にそれぞれ「上上上 不得他家是以為誓謹思」「坂家宝剣守君是以為名」と書き込まれているため、正しい銘文は坂家宝剣である。坂家は坂上田村麻呂を指す。

## 概要
平安時代の征夷大将軍としても著名な大納言の坂上田村麻呂の御佩刀（みはかし）で、鎮国剣として皇室に相伝されると朝廷守護の宝剣や皇位継承の印と考えられた。
醍醐天皇が外に持ち出したとき、石突が抜け落ちて紛失したが、それを犬がくわえて持ってきたという故事がある。また雷鳴により自然に鞘から抜けるといい、醍醐の同母弟で左大臣・藤原時平の娘婿であった敦実親王は一時皇位継承の可能性があったのか、説話中で「身もはなたず」と皇位継承の印としての坂家宝剣に対する敦実の執着心を伝える表現がみられる。
鎌倉時代には坂家宝剣が後嵯峨天皇から亀山天皇へと伝えられたことに母の西園寺姞子（大宮院）も関与していたことを知った後深草天皇は「女院のうらめしき御事」と不満に思い、それを聞いた北条時宗が後深草に深く同情したことが両統迭立の最初の出来事となる。その後は西園寺瑛子（昭訓門院）が亀山の妃として恒明親王を産んだ際に賜剣の儀の御剣として用いられた。

## 銘文
〔片面〕
| 上上上 不得他家是以爲誓謹思 |

〔もう片面〕
| 坂家宝剣守君是以爲名 |

### 水野正好による解釈
「上上上、他家得るを得ず、是を以つて誓いと為す、謹みて（君恩を）思う」
「坂家宝剣、守君是を以つて名と為す」

## 来歴

### 平安時代
弘仁2年5月23日（ユリウス暦811年6月17日）に坂上田村麻呂が亡くなった。その死を惜しんだ嵯峨天皇は田村麻呂の遺品の佩刀の中から1振りを選ぶと、その刀剣を御府に納めたという。
坂上宝剣は一時期、皇室から藤原北家に伝承されていたようである。『富家語』では、富家殿と号した関白・藤原忠実の語録として連続する2条に見られる。前条で忠実は「藤原師実の御車に乗ったとき、乗り方が悪く御剣を敷いて折ってしまったため、もっての外に貧窮がたなと仰せられた。この貧窮刀は今も手元にある」と語っている。続く後条では「式部卿・敦実親王の剣を持っていたが、白河上皇からお召しがあって献上した。今は鳥羽の宝蔵に伝来しているだろう。この剣は醍醐天皇が野行幸のときに腰輿の御剣として持ち出され、石突がなくなったが、岡の上にて「皇室伝来の剣であるのに」と嘆いていると、野行幸に同行する狩猟の犬が石突をくわえてきて元に戻ったので喜んだという高名な剣である。雷が鳴るときは自然に抜けるという霊威を示したが、自分が知る限りは未だ無かった。師実は抜くべからずと仰せたが、不審に思ってある者に抜かせたところ、峰には金象嵌で坂上宝剣と書かれていた」と続く。忠実の談話は貧窮刀と坂上宝剣という2つの剣に関わる話題として対照的だが、どちらも失錯にまつわる説話である。いずれも師実が伝来に関わっており、忠実のもとに剣が至ることが共通している。また、白河上皇のお召しにより藤原北家から再び皇室へと伝承されたことがうかがえる。
『古事談』では、『富家語』の記述を受けながらも微調整や再構成を行って、異なるテーマとして説話を描き出している。「醍醐天皇が野行幸のときに腰輿の御剣として持ち出され、石突きがなくなったが、岡の上にて「皇室伝来の剣であるのに」と嘆いていると、犬が石突きをくわえてきて元に戻ったので殊に興じて歓喜した。敦実親王は自ら肌身離さず持っていた。雷が鳴るときは自然に脱ぐという霊威を示したという。霊剣の評判を聞きつけた白河上皇は藤原師実から召し上げたが、その後に自ら脱ぐことはなかった。藤原忠実が若いころに不審に思ってある者に抜かせてみたところ、峰には金象嵌で坂上宝剣という銘があった」。このように『古事談』では時系列が整えられて敦実親王を説話の中心人物とし、『富家語』にはない文言を追加することで談話をひとつの物語へと改編している。
『古今著聞集』になると「この剣は醍醐天皇が野行幸の時に腰輿の御剣として持ち出され、石突きがなくなったが、岡の上にて「皇室伝来の剣であるのに」と嘆いていると、犬が石突きをくわえてきて元に戻ったので喜んだという高名な剣である。雷が鳴るときは自然に抜けるという霊威を示したが、今の世には知らず。師実は畏れて抜くべからずと仰せたが、不審に思ってある者に抜かせたところ、峰には金象嵌で坂上宝剣と書かれていた。藤原忠実に伝えられたが、白河上皇により召されたという。式部卿敦実親王の剣という」とある。『古事談』で追加された文言は削られて『富家語』に近い説話となっている。

### 鎌倉時代
鎌倉時代に後嵯峨天皇の第3皇子後深草天皇の子孫である持明院統と、第4皇子亀山天皇の子孫である大覚寺統との間で皇統が2つの家系に分裂し、治天と天皇の継承が両統迭立の状態にあった。
『増鏡』には、両統迭立の最初の出来事として坂上田村麻呂の鎮国の宝剣をめぐる一件が記されている。文永9年（1272年）に死去した後嵯峨は、次代の治天は鎌倉幕府の意向に従うようにとの遺志だけを示された。後深草と亀山はそれぞれ次代の治天となることを望んで争い、裁定は幕府に持ち込まれた。幕府は、後嵯峨の正妻であり後深草と亀山の生母でもある大宮院に故人の真意がどちらにあったかを照会し、大宮院が亀山の名を挙げたことから亀山を治天に指名した。後嵯峨は長講堂領と呼ばれる荘園や播磨国、熱田神宮などを後深草が相続できるようとりはからっていたが、後深草の守り刀となっていた皇室伝来の将軍坂上田村麻呂の御佩刀が後嵯峨の意向により崩御の後、亀山は故院の遺語であると坂家宝剣をひそかに取り上げた。この出来事に母である大宮院も関与していたことを知った後深草の不満は「女院のうらめしき御事」と収まらず、大宮院による不公平な処置として「親甲斐がない」と恨めしく思い、坂家宝剣をめぐる一件は幕府にも不満を伝えた。これを知った執権・北条時宗が後深草に深く同情したため、後に幕府の介入を招くことになる。
その後、両統迭立の正式な始まりとされる後二条天皇の時に、西園寺瑛子こと昭訓門院が亀山の妃として恒明親王を産んだ際、坂家宝剣が恒明の賜剣の儀に用いられたことが、西園寺公衡が残した詳細な日記である『公衡公記』別記「昭訓門院御産愚記」乾元2年5月9日（ユリウス暦1303年6月24日）付で記録されている。それによると、恒明の誕生に際して、亀山が誕生する皇子に御剣を献ぜられる儀式が執り行われたが、新造の御剣が未だ出来上がらなかったことから、重宝である田村麿将軍剣を赤地の錦袋に納めて進められ、皇子の御枕頭に置かれて役を果たした。

## 作風

### 刀身
『公衡公記』別記「昭訓門院御産愚記」によれば、把が鮫把、鍔は銀装鍔、剣身先は鯰尾、その身の両面にそれぞれ「上上上 不得他家是以為誓謹思」「坂家宝剣守君是以為名」と金象嵌の銘が刻まれていたとある。

### 外装
鞘は平鞘で、全体は黒漆地で、胡人狩猟之躰が蒔絵され、「鹿・虎を狩る、胡人騎馬して馳せ、弓で射、鉾で突く」図様と説明されている。

## 解説

### 大陸伝来品説
水野正好は、刀身や外装から見て「中国からもたらされた素晴らしい剣と見てよいのでは」と述べている。廷庫にあった優れた剣を、天皇が坂上田村麻呂に賜授したもので、それに奉謝して記念する意味もあって田村麻呂が銘を刻んで金象嵌させ、「坂家宝剣」として家に伝えたのではないかと推察している。また巴子国から日本にもたらされた巴子国剣について、坂上宝剣が「胡国剣」であることに通ずると形容している。

### 壺切御剣との位置関係
荒木浩は、壺切御剣は坂上宝剣と同様に後深草を超えて亀山へと伝授されたことで、どちらもレガリア的役割を深く担ったことを指摘している。両刀剣が決定的に異なっているのは、後三条天皇の頃に消失した壺切御剣は実検と復元、新造と発見という真偽を超えた対応で処遇され、象徴としてのモノとしてすでに儀礼化の中に位置していた。それに対して坂上宝剣は『公衡公記』別記「昭訓門院御産愚記」乾元2年5月9日と裏書に、刀身に彫られた文字まで克明に記録されたように、実物として存在する歴史的実在性が権威化の象徴であったとしている。

## 関連資料
坂家宝剣が記録される資料
- 『富家語』
- 『古事談』
- 『古今著聞集』
- 『増鏡』
- 『公衡公記』別記「昭訓門院御産愚記」

### 原典
1. 1 2  『古事談』第一 王道后宮「九 坂上宝剣事」
2. 1 2 3  『増鏡』巻八「あすか川」
3. 1 2  『古今著聞集』巻二十「魚虫禽獣」
4. 1 2 3 4  『公衡公記』別記「昭訓門院御産愚記」乾元二年五月九日、裏書
5. ↑  『平泉志』巻之下「坂上将軍」
6. ↑  『富家語』一五六話
7. ↑  『富家語』一五七話